# Спата-Артемида
Спата-Артемида (грч. Σπάτα-Αρτέμιδα) општина је у Грчкој. По подацима из 2011. године број становника у општини је био 33.821.

## Становништво
| 2011.  |
| ------ |
| 33,821 |